# Метлюг звичайний
Метлюг звичайний (Apera spica-venti) — вид рослин родини тонконогові (Poaceae), поширений у Європі й Азії (Сибір, Казахстан).

## Опис
Однорічна трав'яниста рослина 25–100(120) см завдовжки. Стебла висхідні або лежачі. Лігула 3–12 мм завдовжки. Стебла і піхви гладкі, тільки у верхнього стеблового листка піхви трохи шорсткі. Листові пластини 7–25 см × 3–10 мм, шершаві. Волоть відкрита, яйцювата, 10–25 × 3–15 см; первинні гілки волоті розлогі. Колоски ≈ 3 мм завдовжки. Нижня колоскова луска 1.5–2.5 мм довжиною, значно коротша за верхню. Пиляків 3; 1–2 мм завдовжки.

## Поширення
Поширений у Європі, Азії (Сибір, Казахстан); натуралізований: Алжир, Марокко, США, Скандинавський п-ів.
В Україні зростає на пісках, піщанистих луках і як бур'ян на полях, біля доріг, в населених пунктах — майже на всій території але на півдні Степу рідко.

## Галерея

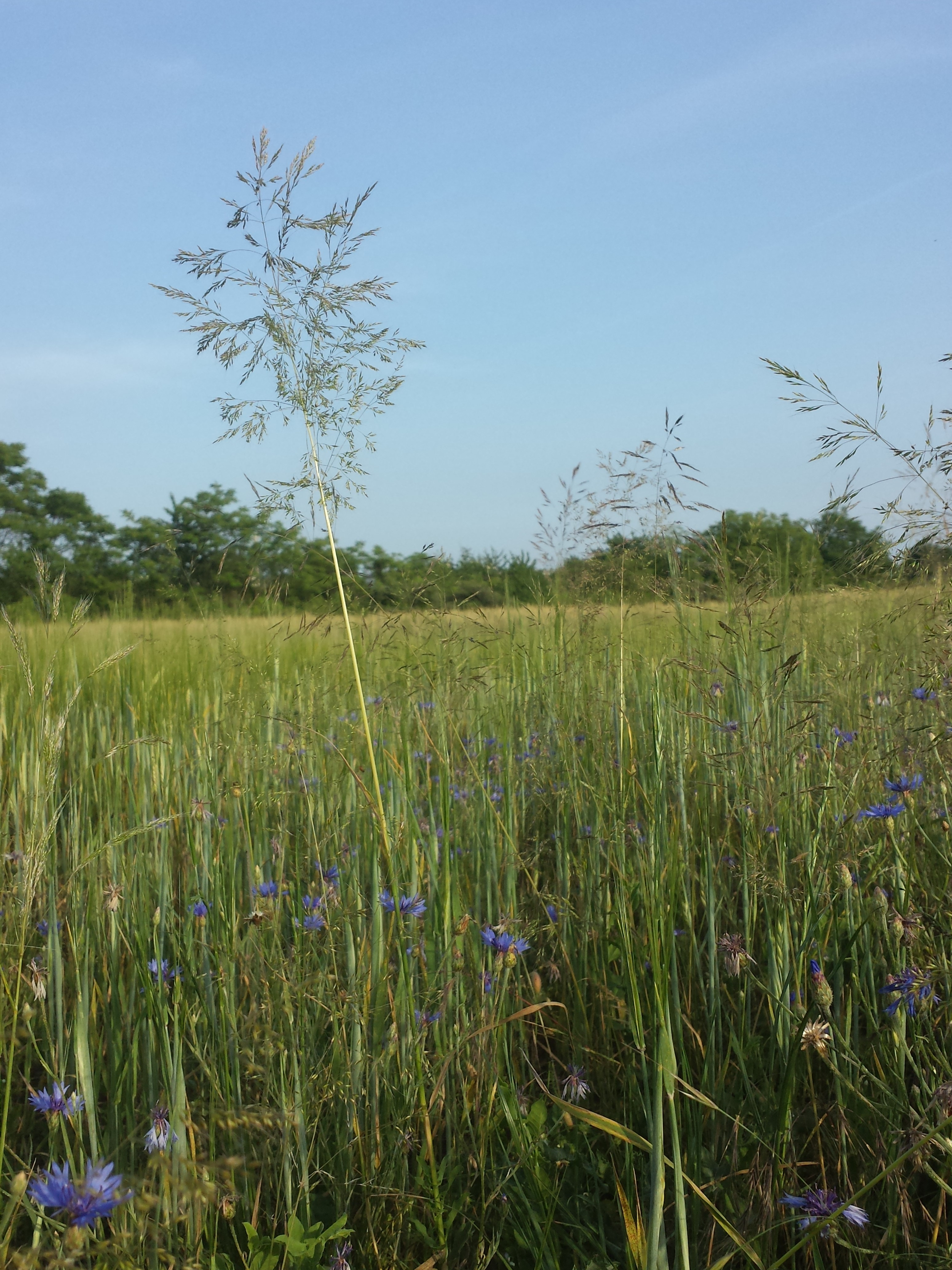
рослина у середовищі зростання
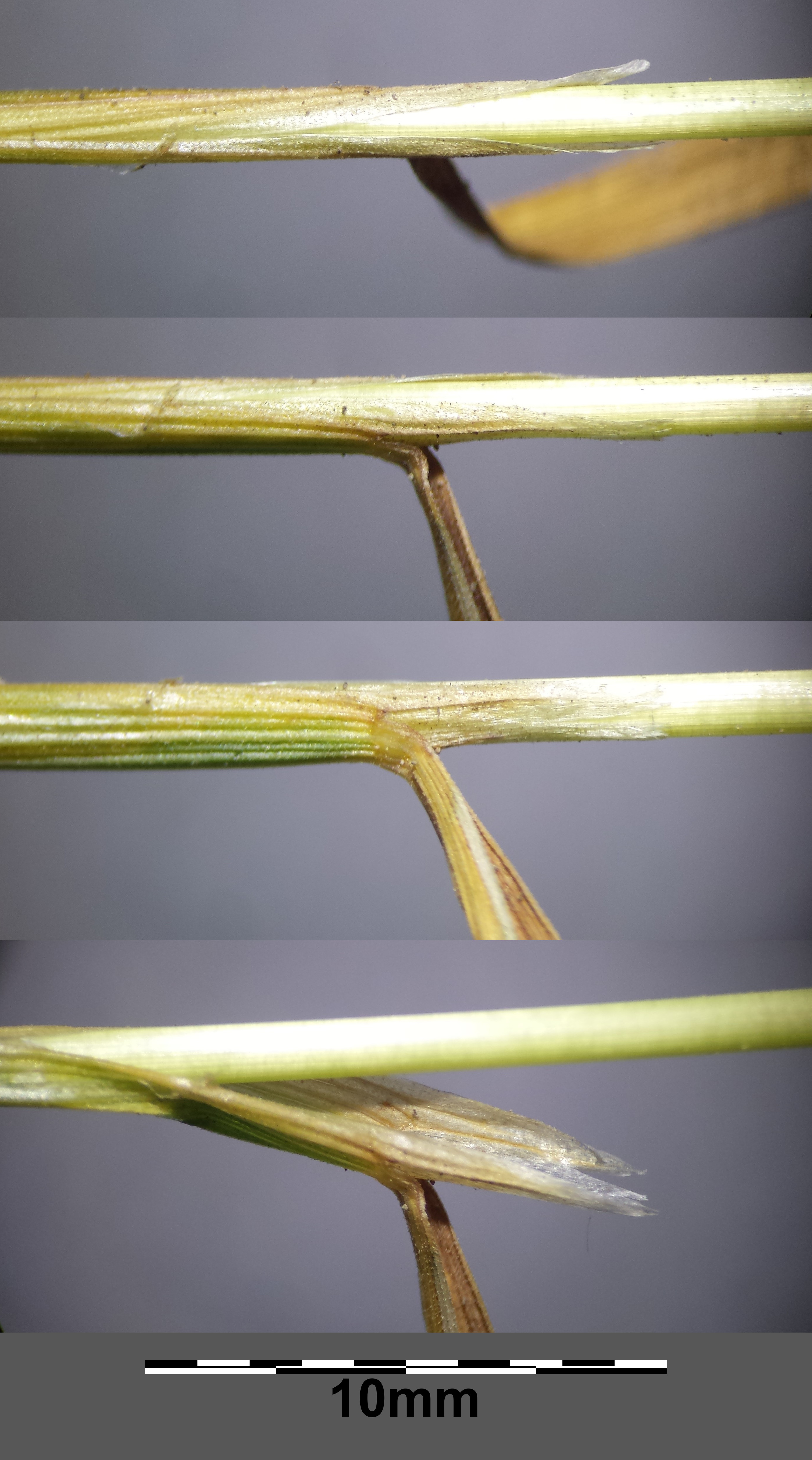
лігула
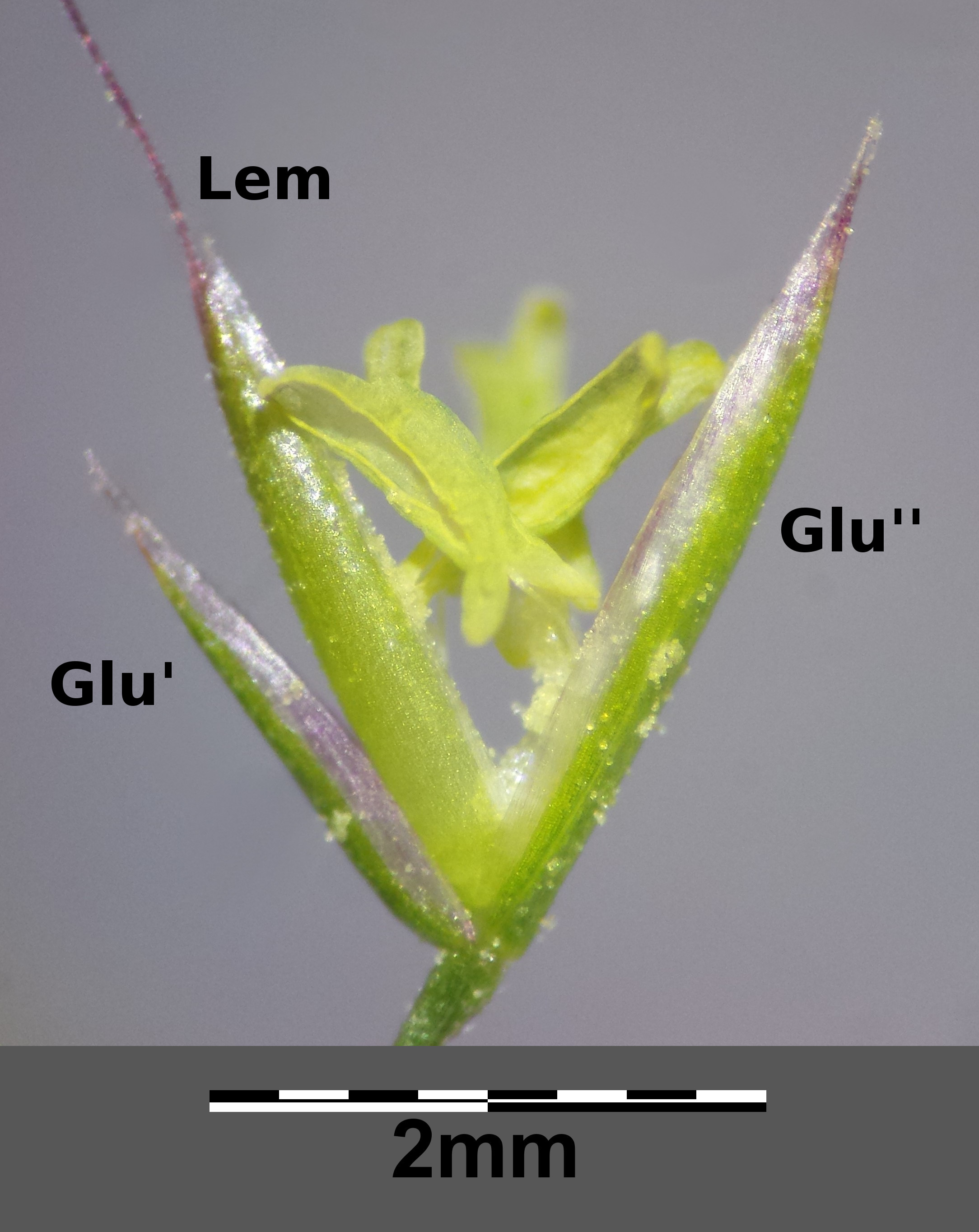
колосок
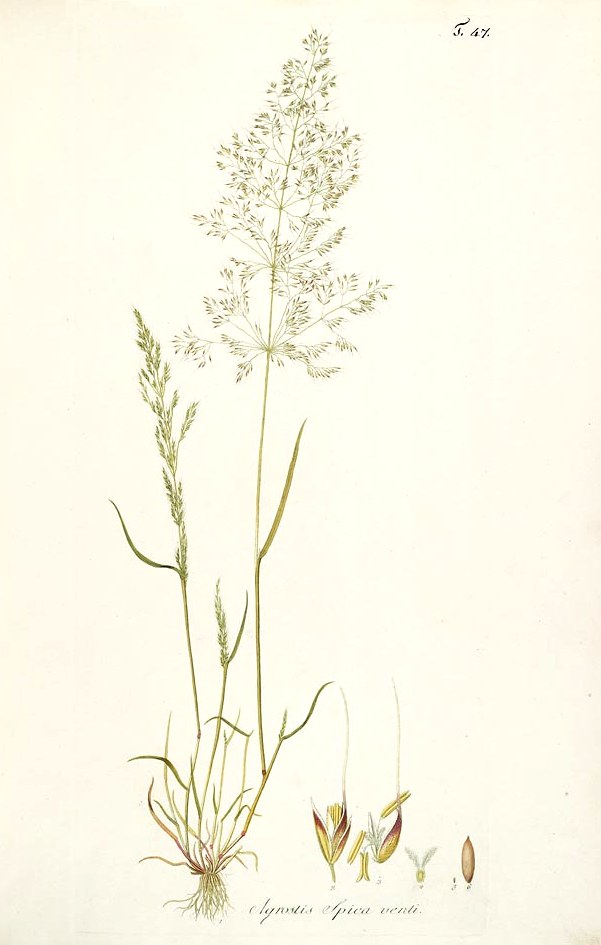
ілюстрація